# Carcinopsis unicolor
Carcinopsis unicolor är en insektsart som beskrevs av Brunner von Wattenwyl 1888. Carcinopsis unicolor ingår i släktet Carcinopsis och familjen Anostostomatidae. Inga underarter finns listade i Catalogue of Life.